# Jonathan Briant
Jonathan Briant (* 31. August 1726 in Stockholm; † 1. September 1810 in Herrnhut) war ein Herrnhuter. Er gründete die Herrnhuter Brüdergemeine in Christiansfeld.

## Vorfahren
Die Familie Briant kam ursprünglich aus Frankreich und wurde in Schweden sesshaft. Bekannte Namensvarianten sind „Bréant“ und „Breant“. In seinem Archiv in Herrnhut schrieb Briant seinen Lebenslauf und notierte, dass sein Großvater „der Religion wegen aus Frankreich nach Schweden geflüchtet“ sei. Daher ist anzunehmen, dass die Familie den Hugenotten angehörte.
Das erste Familienmitglied der Breans, das im Norden nachzuweisen ist, war Briants Urgroßvater Isak Breant der Ältere († 1701). Er war ein reicher Stockholmer Kaufmann und gründete das Hüttenwerk Iggesunds Bruk. Ein Sohn aus dessen erster Ehe namens Isak Breant der Jüngere mit unbekannten Lebensdaten erbte das Unternehmen seines Vaters und veräußerte das 1721 durch ein Feuer vernichtete Hüttenwerk. Ein Sohn aus zweiter Ehe namens David Breant (1677–1739) diente als Offizier und wurde 1712 als „de Briant“ in den Adelsstand erhoben. Er hinterließ bei seinem Tod keine Kinder.
Isak Breant der Jüngere hatte drei Söhne. Diese schlossen sich dem Pietismus an, den die orthodox lutherische Staatskirche stark bekämpfte, der aber trotzdem in den 1720er Jahren in Stockholm deutliche Mitgliederzuwächse verzeichnete. In den 1730er Jahren radikalisierten sich viele Mitglieder und bevorzugten radikale Ausläufer, die mystische Traditionen verfolgten. Vom „inneren Wort“ erleuchtet wendeten sie sich komplett von der Staatskirche ab.
Der Sohn Abraham Breant († 1756) arbeitete als Revisor im Kriegskollegium und folgten den finnischstämmigen Brüdern Jakob und Erik Erikkson. Er kündigte und zog mit Erikksons Anhänger 1735 über Kopenhagen in die Niederlande und anschließend in die Verbannung nach Norddeutschland. Gemeinsam mit der Gefolgschaft ging er 1745 erneut nach Schweden. Dort richteten sie auf dem Hof Skevik auf Värmdö eine kleine separatistische Gemeinschaft ein. Der Sohn Karl († 1780) wählte dieselben Wege.
Der dritte Sohn Isak Breant des Jüngeren namens Johan Breant (1697–1763) und dessen erster Ehefrau Anna, geborene Huusgafvel († 30. Juni 1748), war Jonathan Briants Vater. 1722 gab er nachweislich Konventikel im Sinne des hallischen Pietismus. Später wandte er sich radikalen Ausrichtungen zu. 1733 stellte er einen Studenten als Hauslehrer an, der später zeitweilig als Eremit eine Reisighütte als Wohnsitz wählte. Da er um sein Seelenheil besorgt war, trat Johan Breant 1735 aus dem Staatsdienst aus. Danach suchte er die Nähe der Herrnhuter, die ab ungefähr 1740 in Stockholm großen Zulauf fanden. Briants Mutter kam aus einer radikal pietistischen finnischen Familie und blieb dieser Glaubensrichtung bis Lebensende treu.
Ein Onkel Jonathan Briants' war der Beamte Abraham Isaksson Breant († 1756).

## Leben und Wirken
Briant hielt in seinen Aufzeichnungen fest, dass in seinem Elternhaus eine „erweckte“ Frömmigkeit geherrscht habe. Deutlichen Einfluss auf seine Jugend dürfte auch die rigorose Weltfeindlichkeit der Separatisten und die damit einhergehenden Auseinandersetzungen über die Ausrichtung unter den religiösen Minderheiten auf ihn gehabt haben. Im Alter von acht Jahren habe er seine Eltern gefragt, ob er mit den Brüdern Eriksson und seinen Onkeln Schweden verlassen und ins Exil gehen dürfe, weil er vermutete, dass Vater und Mutter dies gefallen würde. Nachdem er zur Kenntnis nehmen musste, dass die Gruppe bereits nicht mehr in Stockholm lebte, habe er heftig geweint und ein „Klagelied eines Verlassenen“ geschrieben, so Briant in seiner Autobiographie.
Wo und was Briant studierte, ist nicht sicher dokumentiert. Seinem handschriftlichen Lebenslauf ist zu entnehmen, dass er „Studien“ unternommen habe. In der gedruckten Version der Autobiografie ist ein Theologiestudium aufgeführt. Dem Wunsch seiner Eltern folgend habe er in den letzten zwei Jahren zu den Rechtswissenschaften gewechselt. In den Matrikeln der Universitäten von Uppsala und Lund ist er jedoch nicht verzeichnet.
Ab 1742 arbeitete Briant als Volontär im Stockholmer Reichskriegskollegium und bekam der offensichtlich schnell eine feste Stelle. Im Invaliden-Departement gehörte ein „redlicher Mystiker“ zu seinen Kollegen, der ihm empfahl, die Werke Madame Guyons und Jacob Böhmes zu studieren. Briant erlebte danach starke innere Unruhen, übte sich in strengen asketischen Bußritualen und erforschte ständig sein Gewissen.
Väterlichem Rat folgend beschäftigte sich Briant daher, von Warnungen der Mutter begleitet, mit den Stockholmern Herrnhutern und deren Schriften und Liedern. Wenig später arbeitete er aktiv in der Jugendarbeit der Gemeinde mit. Im Sommer 1749 machte er vier Monate Urlaub bei den Gemeinden in Amsterdam, Zeist und Herrnhaag, wo er schließlich dauerhaft bleiben wollte. Der schwedische Staat kam seinem Wunsch, das Dienstverhältnis daher zu beenden, zunächst nicht nach, sondern beurlaubte ihn für ein weiteres Jahr unter Zahlung aller Bezüge.
Zum Jahreswechsel 1749/50 wurde Briant Mitglied der Brüdergemeinde. Ab 1750 besuchte er das Predigerseminar in Barby und machte bei einer Synode der Brüder-Unität Bekanntschaft mit Nikolaus Ludwig von Zinzendorf. Von Zinzendorfs Schwiegersohn Johannes von Watteville verhalf Briant 1754 zu einer Stelle als Sprachlehrer bei der herrnhuterschen Erziehungsanstalt in Uhyst (Spree). Diese zog 1756 nach Niesky und fünf Jahre später nach Großhennersdorf. Dort fertigte er Übersetzungen von Zinzendorfs Liedtexten in die schwedische Sprache, die 1767 Eingang in ein in Reval verlegtes Gesangbuch fanden.
Im Frühjahr 1762 wechselte Briant als gesandter „Pfleger der ledigen Brüder“ nach Kopenhagen an die dort seit 1739 bestehende Sozietät der Brüder. Ab 1764 wirkte er auch Missionsagent und organisierte den Austausch zwischen den Herrnhuter Missionsniederlassungen in Grönland und Dänisch-Westindien und den Behörden in Dänemark. Außerdem kümmerte er sich um die Versorgung der Häuser mit Lebensmitteln und Material. 1768/69 verhandelte er erfolglos die Errichtung einer Missionsstation an der afrikanischen Guineaküste, für die sich die Guineische Kompanie ausgesprochen hatte. Die Gründung kam aufgrund des frühen Todes der Missionare nicht zustande.
Während der Zeit in Kopenhagen reiste Briant wiederholt zu Gruppen der Herrnhuter im Herzogtum Schleswig, Schonen und Stockholm. 1766 lernte er in Kopenhagen die Witwe von Christian Günther von Stolberg kennen, die pietistisch geprägt war. Ihr Sohn Friedrich Leopold zu Stolberg-Stolberg schrieb später die ersten Briefe, die dokumentiert sind, an Briant. 1770 übernahm Briant die Leitung der inneren Mission der Brüdergemeinde im gesamten dänischen Staat. Im Rahmen dieser sogenannten „Diaspora-Arbeit“ war er insbesondere in Jütland und im Herzogtum Schleswig tätig. Nach einer Heirat zog er nach Flensburg. Im Frühsommer 1771 schlugen Carl August und Johann Friedrich Struensee Briant vor, eine neue Kolonie der Herrnhuter zu schaffen. Briant nahm sich des Vorschlags an und begann im selben Jahr mit der Gründung.
Lorenz Prätorius (1708–1781), Mitgründer der Kopenhagener Brüdergemeine, verhalf Briant danach zu einer Stelle in der Ältestenkonferenz der Brüder-Unität in Barby. Noch 1769 hatte die Unität den von Schatzmeister Heinrich Carl von Schimmelmann bei Briant geäußerten Vorschlag, eine Kolonie der Herrnhuter auf seinem Gut Wandsbek einzurichten, abgewiesen. Einem erneuten Wunsch zur Gründung stimmte sie nun jedoch zu. Briant und Johannes Prätorius (1738–1782), der in der Brüdergemeinde Gnadau arbeitete, übernahm die Leitung des Projektes.
Im September 1771 kauften Briant und Prätorius den Hof Tyrstrup, in dessen Nähe viele Herrnhuter lebten. Prätorius erstellte eine äußerst liberale Konzession für die Kolonie, die umfassende Förderungsmaßnahmen vorsah. König Christian VII. unterzeichnete diese im Dezember 1771. Nach dem Fall Johann Friedrich Struensees 1772 änderte die neue Regierung im September desselben Jahres die Zusage nicht. Briant und Prätorius gingen daraufhin nach Barby. Die dortige Ältestenkonferenz stimmte Briants Vorschlag für den neuen Standort der Kolonie zu. Der Bau sollte gemäß Prätorius’ Planen ausgeführt werden. Prätorius wurde zum Prediger ordiniert, Briant zum Gemeindehelfer ernannt. Als solcher kümmerte er sich gemeinsam mit seiner Frau um Ehepaare und hielt dänische Predigten. Prätorius predigte für deutschsprachige Gemeindemitglieder.
Briant organisierte den Großteil der Koloniegründung und weitreichenden Baumaßnahmen. Er lieh bei seinem Schwiegervater 9000 Reichstaler und erhielt von ihm eine Spende über weitere 1000 Taler. Damit erwarb er das Baumaterial. Am 1. April 1773 folgte die Grundsteinlegung für ein erstes Gebäude, das zunächst als Kirche und Saal genutzt werden sollte. Ende August 1773 konnte er sein eigenes Wohnhaus am Kirchplatz beziehen. 1775 ließ Briant zwei Internatsschulen für Jungen und Mädchen einrichten. Derartige Einrichtungen, die nicht Teil der initialen Konzession gewesen waren, stellten sich nach kurzer Zeit als sehr erfolgreich heraus. Bald besuchten Schülerinnen und Schüler aus allen Ländern Skandinaviens die Einrichtungen. Außerdem pflegte Briant Kontakte mit dänischen Behörden und dem dänischsprachigen Umland.
1780 konnte in Tyrstrup die erste Bauphase abgeschlossen werden. Die Kolonie verfügte nun über zentrale Großbauten, Werkstätten und eine eigene synodale Gemeindeordnung. Briant hätte eigentlich das Amt des leitenden Seelsorgers der Gemeinde zugestanden, für das ihn die Ältestenkonferenz vorschlug. Da die Brüder-Unität Ämter aber per Losverfahren vergab, bekam er eine andere Aufgabe: er sollte die komplette Arbeit der Diaspora in den skandinavischen Ländern leiten und ging daher erneut nach Kopenhagen. 1783 konnte er erreichen, dass die dortigen Herrnhuter öffentliche Versammlungen durchführen durften. 1784 leitete er den Bau eines großen Versammlungshauses der Gemeinde.
Von Kopenhagen aus kümmerte sich Briant weiterhin um Herrnhuter in Christiansfeld, deren befristete Zollfreiheit 1782 ablief. Briant gelang eine zehnjährige Verlängerung des Privilegs. Außerdem verhinderte er behördliche Maßnahmen, die aufgrund von Beschwerden von Kaufleuten aus Hadersleben drohten, die sich über ruinöse Konkurrenz beschwerten. 1784 erhielt Briant einen Ruf in die Ältestenkonferenz der Brüder-Unität. Unmittelbar nach der Einweihung des Versammlungshauses in Kopenhagen Anfang Oktober 1784 zog er nach Herrnhut. Anfangs arbeitete er hier im ökonomischen Departement. 1789 wechselte er in das geistliche Departement für skandinavische Belange. Er setzte sich dafür ein, dass in Christiansfeld dänische Predigten beibehalten und die Kontakte zum dänischen Umland gut blieben.
Von Mai bis November 1790 visitierte Briant gemeinsam mit seiner Ehefrau nochmals Christiansfeld. Aufgrund zunehmender gesundheitlicher Probleme beendete er 1801 die Tätigkeiten bei der Brüder-Unität. 1802 reiste er privat zum letzten Mal nach Christiansfeld.

## Familie
Briant heiratete in erster Ehe am 28. November 1770 in Herrnhut Maria Isager (* 5. September 1742 in Ringköbing; † 31. Juli 1778 in Christiansfeld). Ihr Vater Peter Isager (1709–1778) arbeitete in Ringköbing als Kaufmann, besaß seit 1751 das Gut Hindsels am Limfjord und war verheiratet mit Margarethe, geborene Noe (1713–1793).
In zweiter Ehe heiratete Briant am 15. November 1780 in Herrnhut Charlotte Louise von Hermsdorf (* 1. November 1753; † 10. Januar 1807), die eine Witwe von Heinrich Adolf Ludwig von Hermsdorf († 1778) war. Sie war eine Tochter von Johann Ludwig von Marschall (1720–1800) und dessen Ehefrau Helene Charlotte, geborene von Tschirschky (1728–1768). Beide Ehen blieben kinderlos.